# Juncus gregiflorus
Juncus gregiflorus är en tågväxtart som beskrevs av Lawrence Alexander Sidney Johnson. Juncus gregiflorus ingår i släktet tåg, och familjen tågväxter. Inga underarter finns listade i Catalogue of Life.